# Ałan Gogajew
Ałan Gogajew (ros. Гогаев Алан Казбекович; ur. 8 marca 1990) – rosyjski zapaśnik walczący w stylu wolnym. Olimpijczyk z Londynu 2012, gdzie zajął szesnaste miejsce w kategorii 66 kg.
Wicemistrz świata, mistrz Europy. Z pochodzenia jest Osetyjczykiem.
Największym jego sukcesem jest srebrny medal mistrzostw świata w 2010 roku w kategorii do 66 kilogramów, a także brązowy medal w 2017. Piąty w Pucharze Świata w 2013 i 2017; siódmy w 2011. Mistrz Rosji w 2010, 2012 i 2017, a trzeci w 2016 roku.

## Turniej wLondynie 2012
| Konkurencja         | Walki                     | Klas. końcowa |
| Konkurencja         | Przeciwnik I              |               |
| ------------------- | ------------------------- | ------------- |
| styl wolny do 66 kg | Zalimchan Jusupow (TJK) L | XVI           |